# Mad C
Claudia Walde (Bautzen, Alemania, 1980), conocida artísticamente como MadC, es una escritora y artista alemana de grafitis. Se le considera la artista graffitera más «exitosa del mundo», según varios medios.

## Biografía
Claudia Walde, conocida como MadC, nació en Alemania, es una reconocida artista urbana. Alemania es la ciudad en la cual empezó su carrera como escritora de grafiti. Estudió diseño de comunicación en la universidad Burg Giebichenstein y animación en el central saint Martin´s College de arte y diseño de Londres.
Realiza su primera pieza en el año 1996, pero hasta 1998 empieza a pintar constantemente, profesionalizando su carrera y empezando a ser reconocida. Su interés por el grafiti empezó desde su adolescencia cuando leyó un libro llamado Graffiti Art Germany, desde entonces ha continuado con el arte. Su seudónimo nace debido a que sus amigos la llamaban the little mad, desde entonces tomó este apodo como su seudónimo en el medio artístico, añadiéndole la letra c, debido a la inicial de su nombre.
MadC realizó una producción llamada 700 wall en el año 2010, un muro de 700 metros cuadrados realizado por ella, el muro está ubicado en la línea del tren entre Berlín y ella con esta producción logró obtener reconocimiento internacional viajando así a más de 35 países. MadC además de pintar en muros realiza lienzos y acrílicos, varios de sus trabajos en lienzos han sido expuestos en varias galerías de su país y en diferentes partes del mundo, la artista ha publicado también dos libros llamados street fonts y Graffiti Alphabets, publicados y editados por Thames & Hudson.

## Obras
- 2010, 700Wall (Alemania), 639 m², Graffiti
- 2013, 500Wall (Alemania), Graffiti[13]
- 2013, The Chance Street Mural London (Gran Bretaña)[14]
- 2013, Le Mur Paris (Francia)[15]
- Alfabeto graffiti (2010), ISBN 978-8425223952
- Sticker City: Paper Graffiti Art (Street Graphics / Street Art) (2007), ISBN 978-0500286685
- Mural XXL (2015), ISBN 978-8425223952.